# Barisia jonesi
Espèce
Synonymes
- Barisia imbricata jonesi Guillette & Smith, 1982

Barisia jonesi est une espèce de sauriens de la famille des Anguidae.

## Répartition
Cette espèce est endémique du Michoacán au Mexique.

## Étymologie
Cette espèce est nommée en l'honneur de Richard E. Jones.

## Publication originale
- Guillette & Smith, 1982 : A review of the Mexican lizard Barisia imbricata, and the description of a new subspecies. Leeds Geological Association Transactions, vol. 85, no 1, p. 13-33.